# 节毛耳蕨
节毛耳蕨（学名：Polystichum articulatipilosum），为鳞毛蕨科耳蕨属下的一个植物种。